# Rose Mutombo Kiese
Rose Mutombo Kiese est une femme politique de la république démocratique du Congo. Elle est ministre d’État, garde de Sceaux, ministre de la Justice au sein du gouvernement Lukonde.  

## Biographie
Rose est anciennement avocate générale près le Conseil d’État et présidente du Cadre permanent de concertation de la femme congolaise (Cafco) pour la défense des droits des femmes en RDC.